# 大船
大船（おおふな）は、神奈川県鎌倉市の町丁、および広域地名である。
行政地名としては大船駅東側の大船一～六丁目および大字大船があるが、旧大船町域をはじめ、より広い範囲を大船と呼ぶこともある。
なお、大船駅構内は横浜市栄区にもまたがるが、同駅周辺で横浜市に含まれる地域については、「大船駅」または該当する地名の項目を参照のこと。

## 地理
鎌倉市の北西部に位置し、北は横浜市（栄区・戸塚区）、西は藤沢市と隣接する。鎌倉市の中心部（いわゆる「鎌倉」）と市外を結ぶ交通の要衝である。
周辺では大船駅付近の市街地が最も低く、その周囲を小高い丘陵が囲んでいる。
低地部分には柏尾川が丘陵を避ける形で蛇行しつつ南北に流れ、大船周辺で複数の河川（小袋谷川、砂押川、㹨川など）が合流する。このことから、かつては頻繁に水害を起こしていた。
柏尾川に並行して東海道線が走り、大船駅からは小袋谷川に沿って横須賀線が走る。また、大船駅からはモノレールも走っている。
大船は古来より各地から鎌倉に向かって伸びる街道が合流する場所であり、現在も複数の県道が通っているが、県道同士の交差・合流はほとんどが平面交差であり、鉄道も東海道線・横須賀線で複数の踏切交差を行っていることから地域内各所で渋滞が発生する。

### 広義の大船の地域細分
- 大船地域　（歴史の項にある小坂村とほぼ重複する）
  - 大船市街地域
    - 岩瀬1丁目・大船（1～6丁目）・小袋谷・台（2～5丁目）

  - 大船丘陵地域
    - 今泉・今泉台・岩瀬・大船・高野

  - 北鎌倉地域
    - 台・山ノ内
- 玉縄地域　（歴史の項にある玉縄村とほぼ重複する）
  - 植木・岡本・城廻・台1丁目・玉縄・関谷

### 地価
住宅地の地価は、2023年（令和5年）1月1日の公示地価によれば、大船2-7-26の地点で36万円/m2、大船3-12-24の地点で33万3000円/m2となっている。

## 歴史
もとは鎌倉郡小坂村（柏尾川東側、ほぼ現在の大船地域）といい、1933年に大船町となってまもなく玉縄村（柏尾川西側）を合併した。1948年に鎌倉市に編入。
もともと大船駅周辺は柏尾川の氾濫原であり、近世までこの地区の中心は玉縄地区側にあったが、1888年に大船駅が開業すると駅の東側が開発され商業地として発展した。
関東大震災直前、大船駅東側で田園調布を真似た「大船田園都市計画」が立てられたがその後中止になった。この付近には大船競馬場があったが、その跡地に1936年、松竹の撮影所が蒲田から移り（松竹大船撮影所）、数々の名作がこの地から生まれた。また俳優や映画関係者が付近に住んだことから人気が出て開発が進められた。
鉄道開業から戦後にかけて三菱電機、資生堂、また大船駅そばの栄区内にある芝浦メカトロニクス、三井東圧化学（現在は廃止、大規模マンションであるガーデンアソシエになった）などの工場が造られ工業地帯ともなった。
戦前には横須賀線、神奈川県道23号原宿六ツ浦線など海軍の施策により作られた交通網に関連して、横須賀海軍工廠深沢分工場（深沢地区。戦後は国鉄大船工場になる）、第一海軍燃料廠（横浜市栄区）など、海軍関連の施設が作られた。
戦後は1960年代頃から東京・横浜のベッドタウンとして丘陵地帯にも住宅が開発され人口が増加した。
1995年、松竹大船撮影所の一部にテーマパーク「鎌倉シネマワールド」が開設されたが1998年に閉鎖され、撮影所自体も2000年に閉鎖され鎌倉女子大学大船キャンパスになった。

## 大船の由来・範囲
古来湿地帯に丘が点在する地域であり、語源としては大きな船が入ったため「大船」、また粟を積んだ船が出入りしたため「粟船」（大船五丁目にある常楽寺の山号が粟船山[ぞくせんざん]でその裏の丘が[あわふねやま]と呼ばれる）から転じた、あるいは丘の形が船のような形をしていたから、などの説がある。
大船と呼ばれる地域については上記の正式地名のほか、鎌倉市の行政区分ではより広く鎌倉市北西部の大船駅東側から山ノ内（北鎌倉駅周辺）などを含めて大船地域とよぶ。西に隣接する玉縄地区も含む旧大船町の範囲全体（現在の大船警察署管内）を大船と呼ぶこともある。
さらに大船駅は隣接する横浜市栄区笠間にもかかっていることから通称としてはこのあたりも大船と呼ぶことがあり、栄区のより広い範囲についても根岸線開業以前は大船と呼ぶことがあった（根岸線本郷台駅の計画段階の仮称は「新大船駅」であり、横浜栄共済病院も「大船共済病院」から改称された）。

## 世帯数と人口
2023年（令和5年）9月1日現在（鎌倉市発表）の世帯数と人口は以下の通りである。
| 大字・丁目 | 世帯数    | 人口     |
| ---------- | --------- | -------- |
| 大船       | 1,415世帯 | 3,221人  |
| 大船一丁目 | 327世帯   | 525人    |
| 大船二丁目 | 1,057世帯 | 1,761人  |
| 大船三丁目 | 691世帯   | 1,225人  |
| 大船四丁目 | 750世帯   | 1,587人  |
| 大船五丁目 | 951世帯   | 1,975人  |
| 大船六丁目 | 589世帯   | 1,127人  |
| 計         | 5,780世帯 | 11,421人 |

### 人口の変遷
国勢調査による人口の推移。
| 年                 | 人口   |
| ------------------ | ------ |
| 1995年（平成7年）  | 9,840  |
| 2000年（平成12年） | 9,766  |
| 2005年（平成17年） | 10,397 |
| 2010年（平成22年） | 10,654 |
| 2015年（平成27年） | 10,795 |
| 2020年（令和2年）  | 11,331 |

### 世帯数の変遷
国勢調査による世帯数の推移。
| 年                 | 世帯数 |
| ------------------ | ------ |
| 1995年（平成7年）  | 4,048  |
| 2000年（平成12年） | 4,209  |
| 2005年（平成17年） | 4,740  |
| 2010年（平成22年） | 5,006  |
| 2015年（平成27年） | 5,089  |
| 2020年（令和2年）  | 5,531  |

## 学区
市立小・中学校に通う場合、学区は以下の通りとなる（2017年7月時点）。
| 大字・丁目 | 番地                                           | 小学校             | 中学校             |
| ---------- | ---------------------------------------------- | ------------------ | ------------------ |
| 大船       | 1150-2～2366-2 2713 2717‐2～6                  | 鎌倉市立小坂小学校 | 鎌倉市立岩瀬中学校 |
| 大船       | 335～340                                       | 鎌倉市立大船小学校 | 鎌倉市立大船中学校 |
| 大船一丁目 | 全域                                           | 鎌倉市立大船小学校 | 鎌倉市立大船中学校 |
| 大船二丁目 | 全域                                           | 鎌倉市立大船小学校 | 鎌倉市立大船中学校 |
| 大船三丁目 | 全域                                           | 鎌倉市立大船小学校 | 鎌倉市立大船中学校 |
| 大船四丁目 | 1～15番                                        | 鎌倉市立大船小学校 | 鎌倉市立大船中学校 |
| 大船四丁目 | 16～21番                                       | 鎌倉市立小坂小学校 | 鎌倉市立大船中学校 |
| 大船五丁目 | 3番20号 4～15番                                | 鎌倉市立小坂小学校 | 鎌倉市立大船中学校 |
| 大船五丁目 | 1～2番 3番1～19号 3番21～29号                  | 鎌倉市立大船小学校 | 鎌倉市立大船中学校 |
| 大船六丁目 | 1～3番 4番31～57号 10番22～64号 11番38～44号   | 鎌倉市立大船小学校 | 鎌倉市立大船中学校 |
| 大船六丁目 | 4番1～30号 5～9番 10番1～21号 11番1～35号 12番 | 鎌倉市立小坂小学校 | 鎌倉市立大船中学校 |

## 事業所
2021年（令和3年）現在の経済センサス調査による事業所数と従業員数は以下の通りである。
| 大字・丁目 | 事業所数    | 従業員数 |
| ---------- | ----------- | -------- |
| 大船       | 65事業所    | 810人    |
| 大船一丁目 | 771事業所   | 7,766人  |
| 大船二丁目 | 234事業所   | 2,667人  |
| 大船三丁目 | 95事業所    | 1,140人  |
| 大船四丁目 | 51事業所    | 523人    |
| 大船五丁目 | 29事業所    | 1,526人  |
| 大船六丁目 | 77事業所    | 1,825人  |
| 計         | 1,322事業所 | 16,257人 |

### 事業者数の変遷
経済センサスによる事業所数の推移。
| 年                 | 事業者数 |
| ------------------ | -------- |
| 2016年（平成28年） | 1,424    |
| 2021年（令和3年）  | 1,322    |

### 従業員数の変遷
経済センサスによる従業員数の推移。
| 年                 | 従業員数 |
| ------------------ | -------- |
| 2016年（平成28年） | 17,158   |
| 2021年（令和3年）  | 16,257   |

## 施設
大船駅周辺施設については大船駅#駅周辺も参照のこと

### 行政機関
大船地域
- 鎌倉市大船行政センター
- 神奈川県大船警察署
- 鎌倉市大船消防署
- 大船郵便局

玉縄地域
- 鎌倉市玉縄行政センター

### 教育機関
大船地域
- 鎌倉女子大学、鎌倉女子大学短期大学部：大船キャンパス（松竹大船撮影所跡地）にある。なお、鎌倉女子大学中等部・高等部、鎌倉女子大学初等部、鎌倉女子大学幼稚部は岩瀬にある。
- 大船高等学校
- 湘南美術学院

玉縄地域
- 栄光学園中学校・高等学校
- 清泉女学院中学校・高等学校

### 名所・旧跡
大船地域
- 鎌倉芸術館
- 常楽寺
- 散在ガ池森林公園
- 六国見山
- 山ノ内の有名寺院：円覚寺、建長寺、東慶寺など

玉縄地域
- 大船観音
- 神奈川県立フラワーセンター大船植物園
- 玉縄城
- 龍宝寺

### 自動車学校
大船地域
- 鎌倉自動車学校

## 交通

### 鉄道
東日本旅客鉄道（JR東日本）
 東海道線・■上野東京ライン・ 湘南新宿ライン
- - 大船駅 -

 横須賀線・ 湘南新宿ライン
- - 大船駅 - 北鎌倉駅 -

 京浜東北・根岸線
- - 大船駅

湘南モノレール
■江の島線
- 大船駅 - 富士見町駅 -

### 道路
- 神奈川県道21号横浜鎌倉線
- 神奈川県道23号原宿六ツ浦線
- 神奈川県道203号大船停車場矢部線
- 神奈川県道301号大船停車場線
- 神奈川県道302号小袋谷藤沢線
- 神奈川県道304号腰越大船線
- 神奈川県道312号田谷藤沢線
- 神奈川県道402号阿久和鎌倉線
- 京浜急行線 かつて存在した日本初の有料道路の起点。現在は鎌倉市道となっている。

### バス
路線と大船駅前バス停については大船駅#バス路線も参照のこと
- 江ノ電バス（江ノ島電鉄）
  - 湘南営業所・鎌倉営業所
- 神奈川中央交通
- 京浜急行バス
  - 鎌倉営業所
- 株式会社共同（小雀乗合バス）

## 河川
- 柏尾川
  - 台川・倉久保川（山崎川）
  - 小袋谷川
    - 西瓜川・明月川・梅田川

  - 砂押川（岩瀬川）
  - 関谷川（大面川）

## 大船音頭
大船音頭は、大船を唄いこんだ音頭。松竹撮影所が大船に移転した1936年以後に、松竹関係者により作成されたと言われる。その後、演技されなくなり、歌詞や振り付けも不明になっていた
。しかし、2007年に歌詞が発見されたため、町おこしの一環として、新たな振り付けで復興が検討されている。

## 食
- 大船軒
  - 鯵の押し寿司

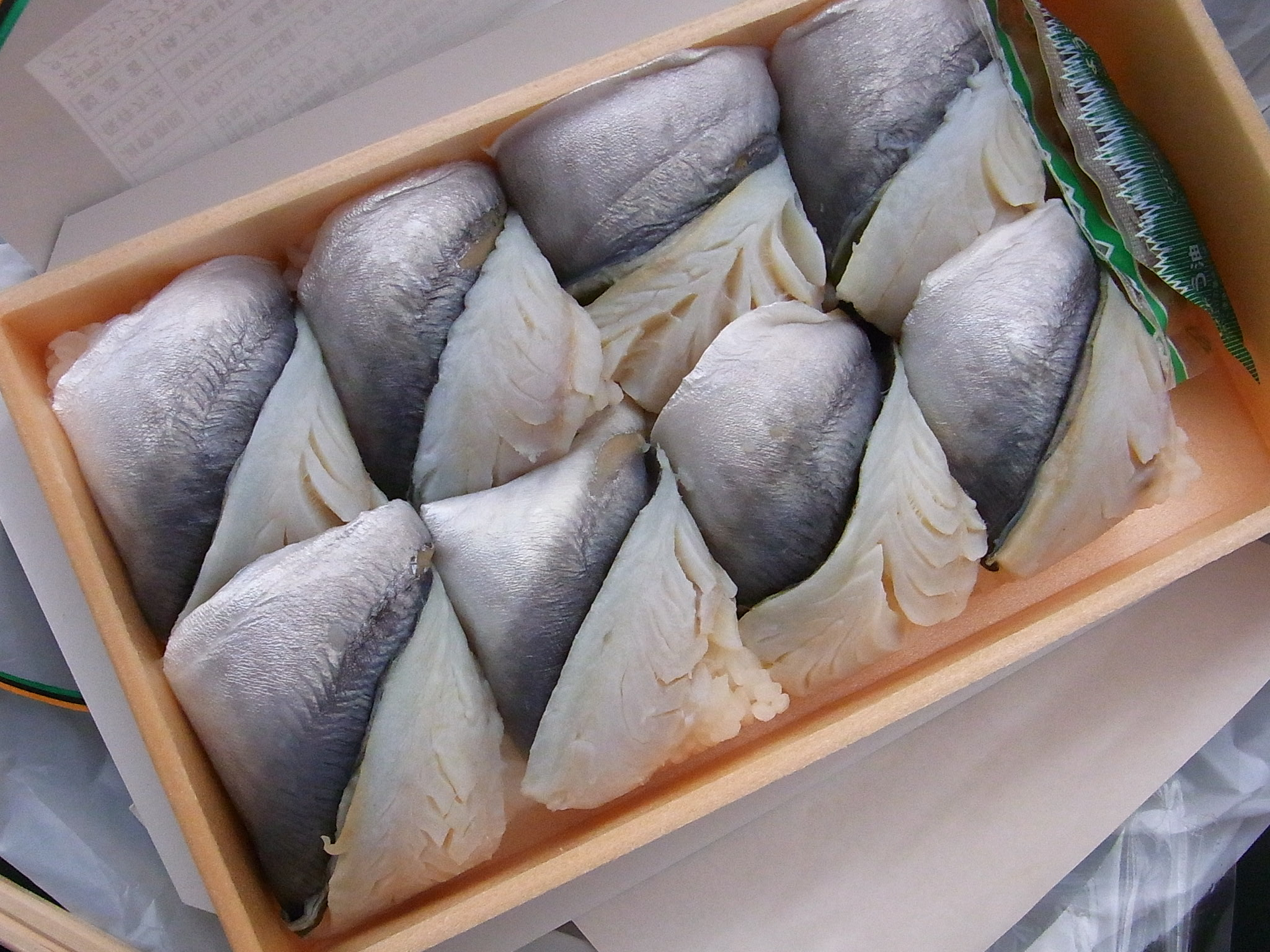
鯵の押し寿司（2010年10月3日撮影）

  - サンドウィッチ - 大船軒が日本で初めて大船駅の駅弁にサンドイッチを取り入れた。
- 鎌倉ハム

## その他

### 日本郵便
- 郵便番号 : 247-0056[3]（集配局 : 大船郵便局[18]）。